# ATP Madrid 1976
L'ATP Madrid 1976 è stato un torneo di tennis giocato sulla terra rossa. È stata la 3ª edizione del torneo, che fa parte del Commercial Union Assurance Grand Prix 1976. Si è giocato a Madrid in Spagna dal 25 aprile al 1º maggio 1976.

## Campioni

### Singolare
Víctor Pecci ha battuto in finale  Éric Deblicker con il punteggio di 7–5 7–5 3–6 2–6 6–4

### Doppio
Carlos Kirmayr /  Eduardo Mandarino hanno battuto in finale  John Andrews /  Colin Dibley con il punteggio di 7–6, 4–6, 8–6